# 章祥荪
章祥荪（1943年—），男，汉族，中华人民共和国运筹学家，中国科学院数学与系统科学研究院研究员，第八、九、十、十一届全国政协委员。

## 生平
2008年，当选第十一届全国政协常务委员，代表无党派人士，分入第十四组。